# René Pfister (Politiker)

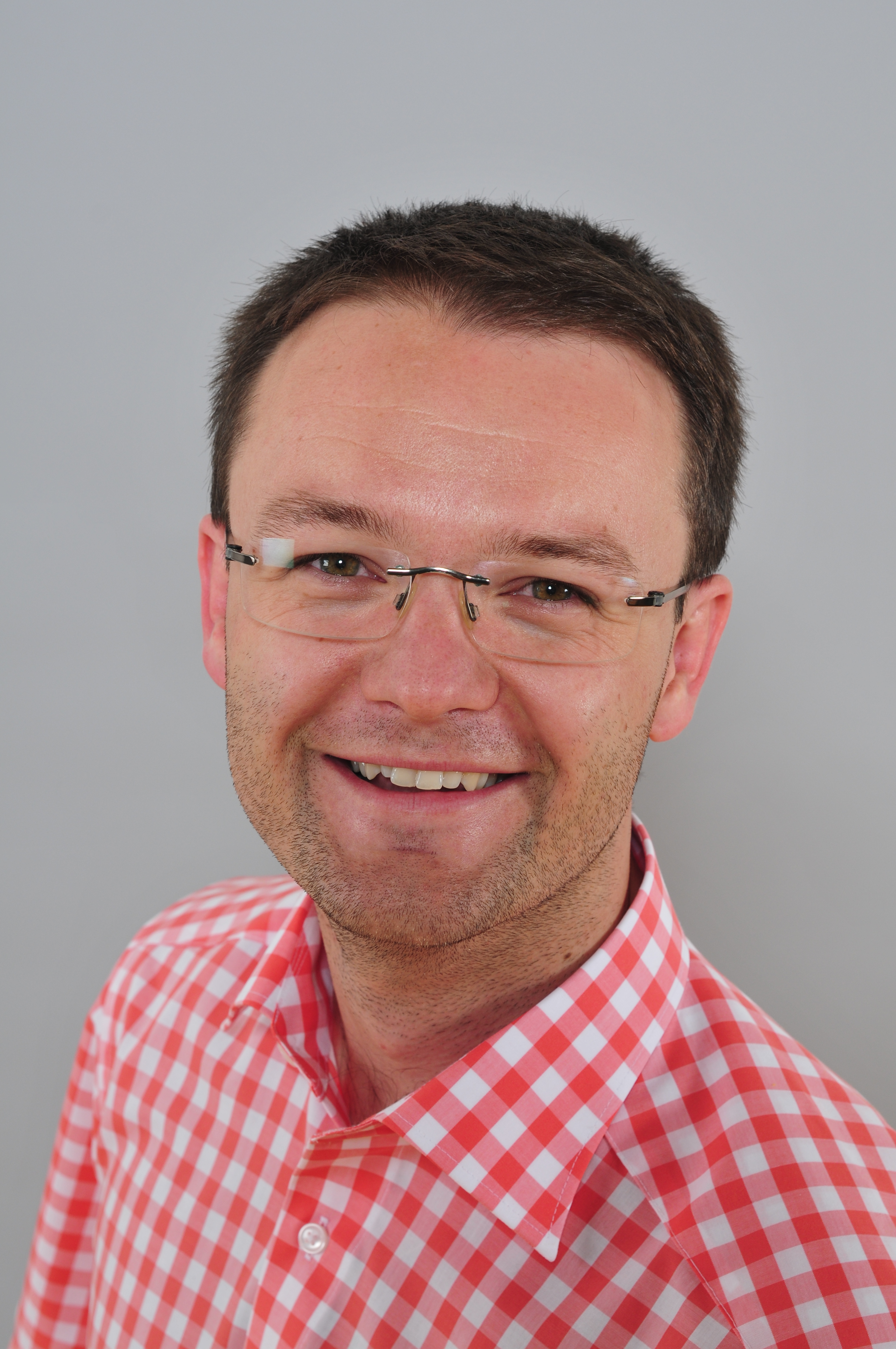
René Pfister 2013

René Pfister (* 15. September 1982 in Graz) ist ein österreichischer Politiker (SPÖ). Von 2013 bis Juni 2018 war er Mitglied des Bundesrates, seit 28. Juni 2018 ist er Abgeordneter zum Landtag von Niederösterreich. Er lebt in Ober-Grafendorf.

## Ausbildung und Beruf
Pfister besuchte 1988/1989 eine Vorschule und von 1989 bis 1993 die Volksschule in Fehring. Er besuchte von 1993 und 1997 die Hauptschule Fehring und 1997/1998 an die HTL Weiz für Elektrotechnik. Dann machte er von 1998 bis 2002 eine Lehre als Elektromechaniker für Schwachstrom bei Austrian Airlines in Schwechat. Zudem schloss er zwischen 2008 und 2009 eine Lehre als Bürokaufmann ab. Pfister ist seit Mai 2005 Mitarbeiter in der Lehrwerkstätte von Austrian Airlines, wobei er zwischenzeitlich seinen Präsenzdienst in den Fliegerhorsten Zeltweg und Graz-Thalerhof absolvierte. Im August 2010 wurde er zum Leiter der Lehrwerkstätte von Austrian Airlines befördert.

## Politik und Funktionen
Pfister war von 1999 bis 2003 Jugendvertrauensrat und fungierte von 2003 bis September 2011 als Bundesjugendvorsitzender der Gewerkschaft der Privatangestellten, Druck, Journalismus, Papier (GPA-DJP). Er war von 2002 bis Mai 2011 Bundesjugendvorsitzender-Stellvertreter der Österreichischen Gewerkschaftsjugend (ÖGJ) und wurde 2002 zudem zum Mitglied im Bundesvorstand des Österreichischen Gewerkschaftsbund gewählt. Im März 2004 übernahm er die Funktion des Bundesjugendvorsitzender der Fraktion Sozialdemokratischer GewerkschafterInnen (FSG), im März 2006 wurde er des Weiteren Mitglied des Betriebsrates der kaufmännisch-technischen Angestellten von Austrian Airlines. Er wurde in der Folge auch zum Kammerrat in der Arbeiterkammer für Niederösterreich und zudem Mitglied des Vorstandes der Arbeiterkammer für Niederösterreich gewählt.
Pfister engagiert sich als stellvertretender Vorsitzender der Fraktion Sozialdemokratischer GewerkschafterInnen (FSG) in der Gewerkschaft der Privatangestellten, Druck, Journalismus, Papier (GPA-djp) Niederösterreich. Er ist zudem seit 2011 Vorsitzender der FSG im Österreichischen Gewerkschaftsbund Niederösterreich. Pfister kandidierte bei der Landtagswahl in Niederösterreich 2013 auf Platz 14 der SPÖ-Landesliste. Er wurde in der Folge am 24. April 2013 vom Landtag in den Bundesrat entsandt.
Nach der Landtagswahl in Niederösterreich 2018 gab Rupert Dworak seinen Rücktritt als Landtagsabgeordneter bekannt. Das Direktmandat von Dworak übernahm mit 28. Juni 2018 Christian Samwald, René Pfister rückte auf das frei werdende Landtagsmandat nach. Andrea Kahofer zog anstelle von Pfister in den Bundesrat ein.